# Juegos Parapanamericanos de 2023
Los VII Juegos Parapanamericanos se llevaron a cabo en la ciudad de Santiago (Chile), designada el 4 de noviembre de 2017 en Praga (República Checa). Estos juegos se realizaron entre el 17 y el 26 de noviembre de 2023, después de haber culminado los Juegos Panamericanos de 2023. Varios eventos sirven de clasificación para los Juegos Paralímpicos de París 2024.

## Elección de la sede
El 31 de enero de 2017 se confirmó la candidatura de la ciudad de Santiago, que había postulado en la elección de 2013 para los Juegos de 2019. Neven Ilic, presidente del Comité Olímpico de Chile, afirmó que la ciudad buscaría ser la sede de los Juegos Parapanamericanos de 2023; prometió que se usaría el legado de los Juegos Suramericanos de 2014 con nuevas infraestructuras y se prometió revisar los errores de la candidatura de 2013 para lograr ser sede.
Tras el retiro de la candidatura de la ciudad de Buenos Aires el 21 de abril de 2017, la capital chilena quedó como la única candidata. El 4 de noviembre siguiente en Praga (República Checa), Santiago fue designada como sede de los VII Juegos Parapanamericanos.

## Organización
El 17 de diciembre de 2018 fue presentada la Corporación Santiago 2023, encargada de la organización del evento. La corporación está compuesta por Fernando González, Federico Valdés, Miguel Ángel Mujica, Aquiles Gómez, Alberto Vargas, Soledad Bacarreza, Pamela Camus, Karl Samsing y Cristián Aubert. La ministra del Deporte Pauline Kantor indicó que tiene proyectado un presupuesto de 350 millones de dólares en infraestructura deportiva para los Juegos Panamericanos y Parapanamericanos.

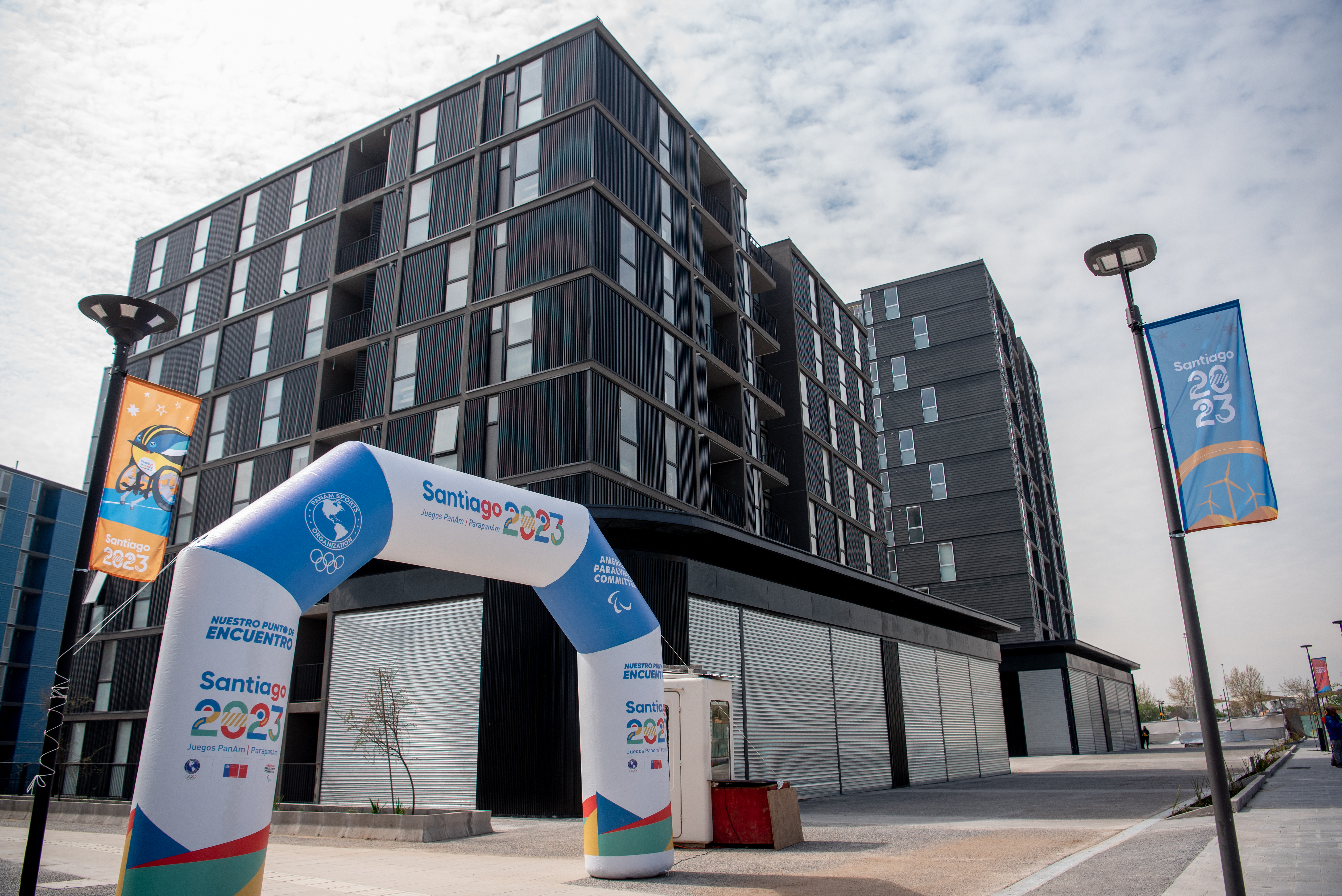
Villa Parapanamericana, ubicada en Cerrillos.

El 23 de julio de 2020 se presentó el proyecto de la Villa Panamericana y Parapanamericana, la cual está ubicada en el Parque Bicentenario de Cerrillos, cercano a la estación Cerrillos de la línea 6 del Metro de Santiago, cuya construcción comenzó en el segundo semestre del año 2021. A junio de 2022 la obra tenía entre un 12,49 % y 18,4 % de avance, y luego de finalizados los juegos los 1345 departamentos serán convertidos en viviendas de integración social. Los primeros 309 departamentos fueron entregados a las autoridades organizadoras de los juegos el 3 de julio de 2023. La Villa fue inaugurada oficialmente por el presidente Gabriel Boric el 14 de septiembre de 2023, mientras que la Villa Parapanamericana abrió sus puertas a las delegaciones el 12 de noviembre.

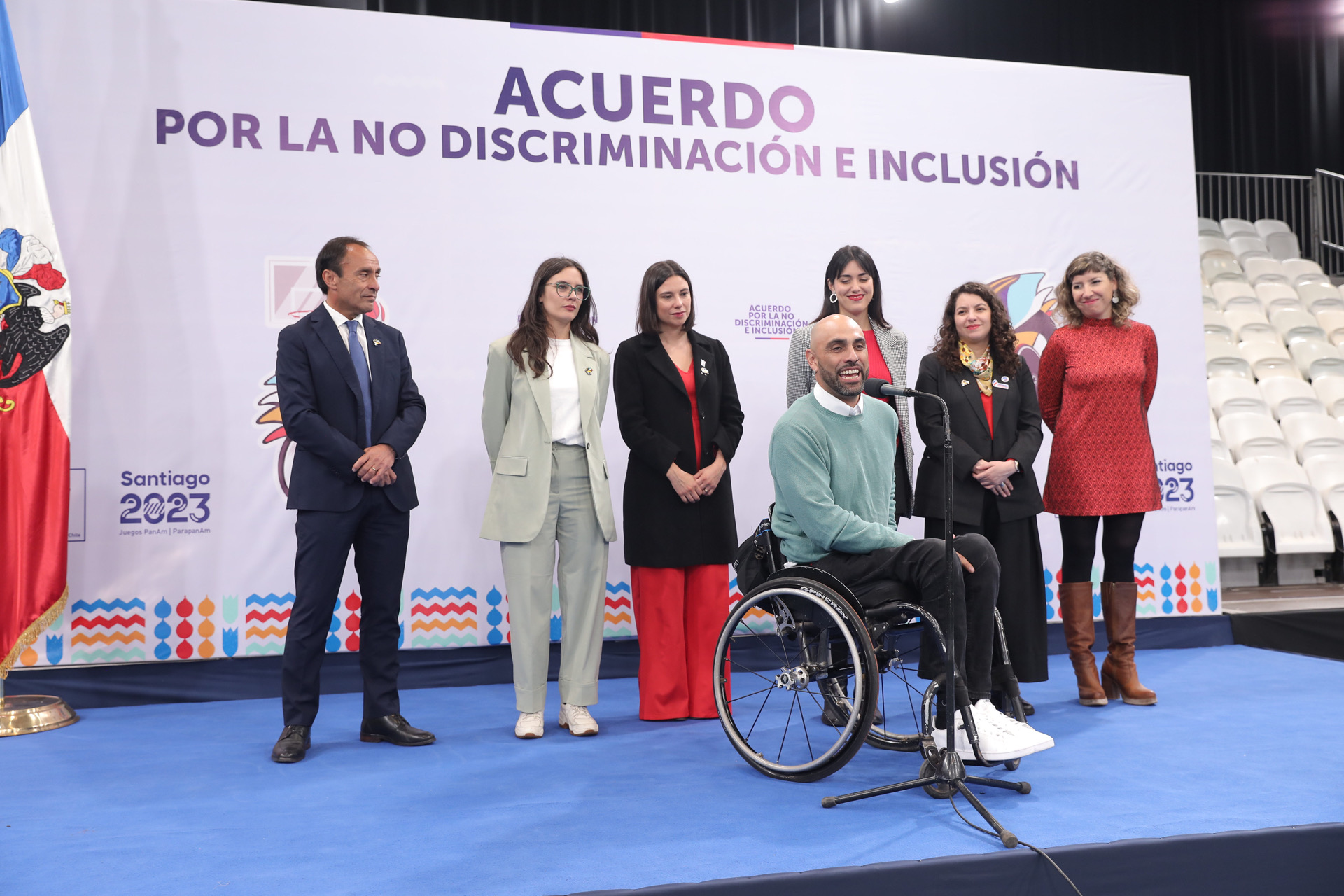
Firma del Acuerdo por la No Discriminación e Inclusión.

El 10 de noviembre fue firmado en el Centro de Entrenamiento Paralímpico del Parque Deportivo Estadio Nacional el Acuerdo por la No Discriminación e Inclusión, impulsado por el Gobierno de Chile para mantener un clima de respeto hacia los paradeportistas durante los Juegos y facilitar la capacitación de los voluntarios involucrados; el acuerdo es monitoreado por el Observatorio de Participación Ciudadana y No Discriminación.

### Ceremonia de apertura
La ceremonia de apertura se realizó el 17 de noviembre en el Estadio Nacional Julio Martínez Prádanos. Fueron solo músicos nacionales, liderados por Ana Tijoux y Movimiento Original, quienes junto a DJ Bitman interpretaron el tema «A la cima», el tema principal de este evento. También estuvieron presentes Denise Rosenthal, Beto Cuevas, Flor de Rap, Kya y Pablo Chill-E. La ceremonia comenzó a las 20:30 horas.

## Símbolos

### Antorcha

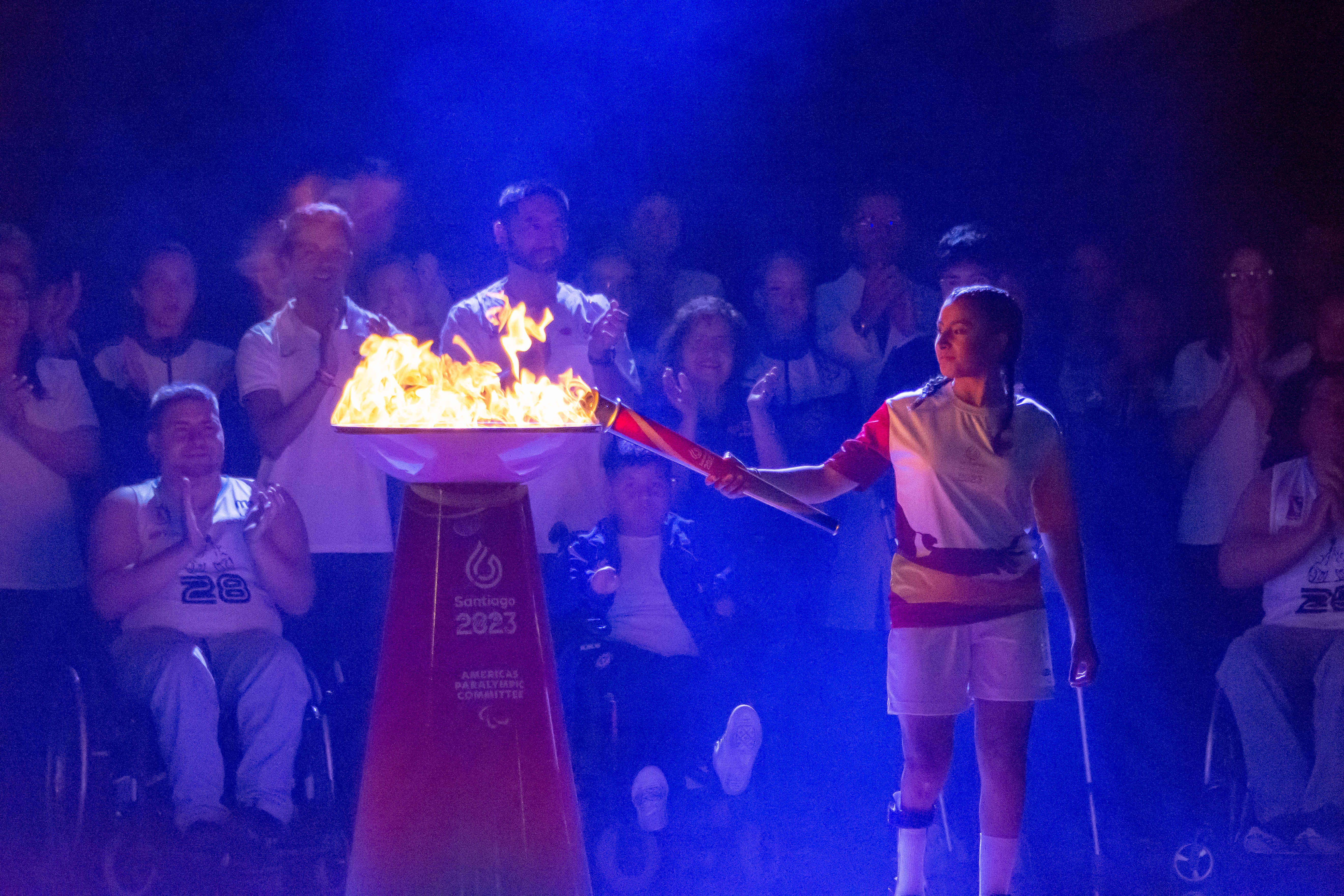
Encendido de la antorcha parapanamericana en el Teatro Teletón (10 de noviembre).

La llama parapanamericana inició su recorrido en la Isla Mocha (región del Biobío), lugar donde fue encendida en los pozos de gas natural existentes en el mar, y transportada en su primer tramo por Wladimir Palma. El 10 de noviembre la llama arribó a Santiago, siendo presentada por Génesis González en el Teatro Teletón durante la obertura de dicho evento solidario. El recorrido de la llama parapanamericana será el siguiente:
| Día             | Comunas                                                           |
| --------------- | ----------------------------------------------------------------- |
| 13 de noviembre | Pirque, Puente Alto, La Florida, Peñalolén, La Reina y Las Condes |
| 14 de noviembre | Tiltil, Lampa, Batuco, Colina, Quilicura y Huechuraba             |
| 15 de noviembre | Pudahuel, Maipú, Quinta Normal, Estación Central y Cerrillos      |
| 16 de noviembre | Isla de Maipo, San Bernardo, La Pintana y Lo Espejo               |
| 17 de noviembre | Llegada al Estadio Nacional                                       |

### Logotipo
El 17 de julio de 2019 fue presentado oficialmente en el Centro de Alto Rendimiento el logotipo de los Juegos Parapanamericanos de 2023. La imagen fue elaborada por la consultora b20, compuesta por una paleta de seis colores en donde predominan el azul y el rojo; según la ministra de Deportes en aquel entonces, Pauline Kantor, el logotipo estaba inspirado en «el deporte, en los recintos deportivos y las conexiones que se producen entre ellos».

### Mascota

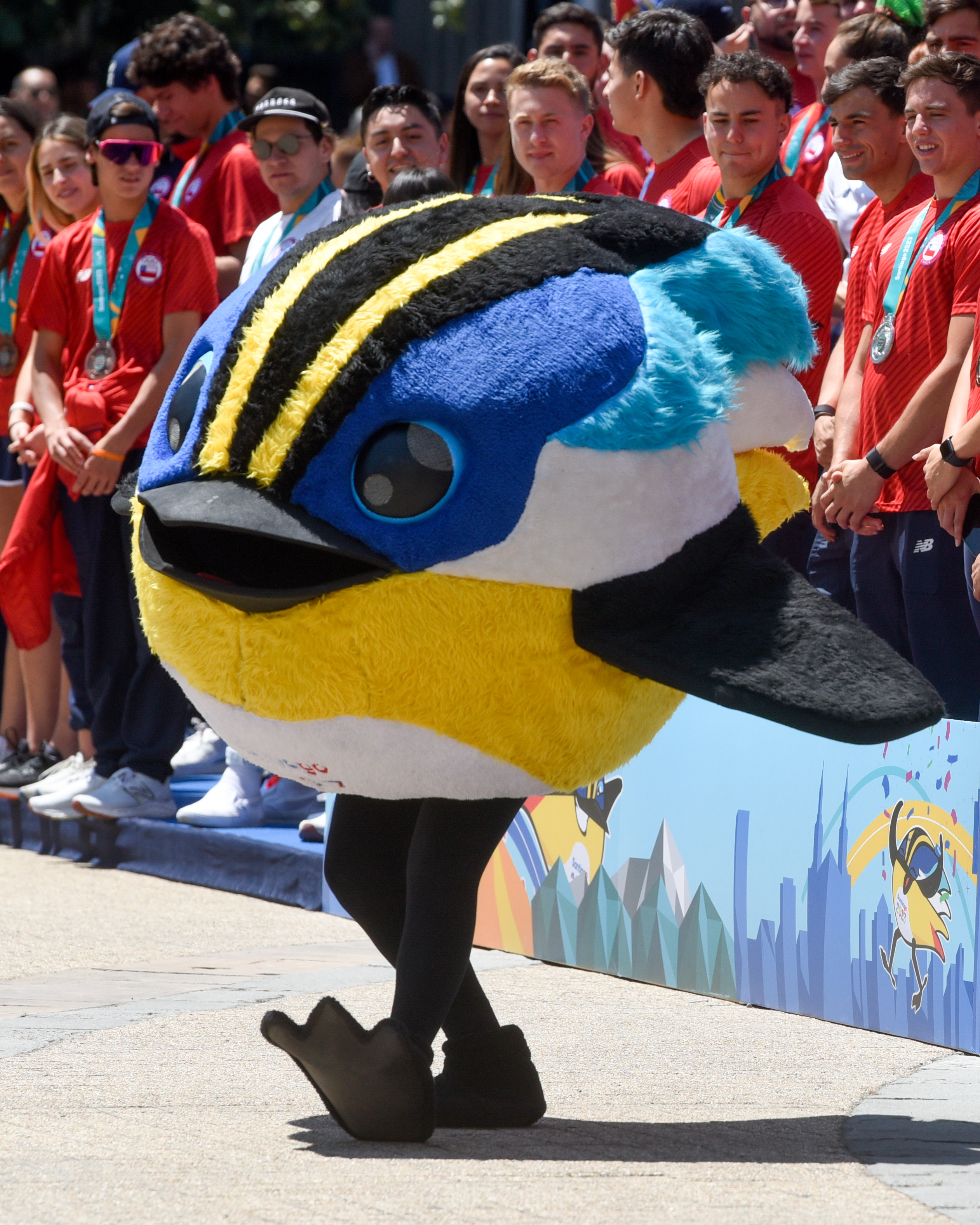
Fiu, la mascota de los Juegos Parapanamericanos de 2023.

Para la elección de la mascota oficial de los juegos, se realizó desde el 5 al 25 de agosto de 2021 una votación en Internet entre las 5 opciones presentadas: «Fiu», un pájaro sietecolores; «Pewü», un piñón de araucaria; «Chitama», un lagarto corredor de Atacama; «Juanchi», un pingüino; y «Santi», un puma alado.
El 16 de octubre de 2021 Fiu fue escogido como la mascota oficial de Santiago 2023; la presentación oficial se realizó mediante un acto en el Parque Metropolitano de Santiago.

### Medallas

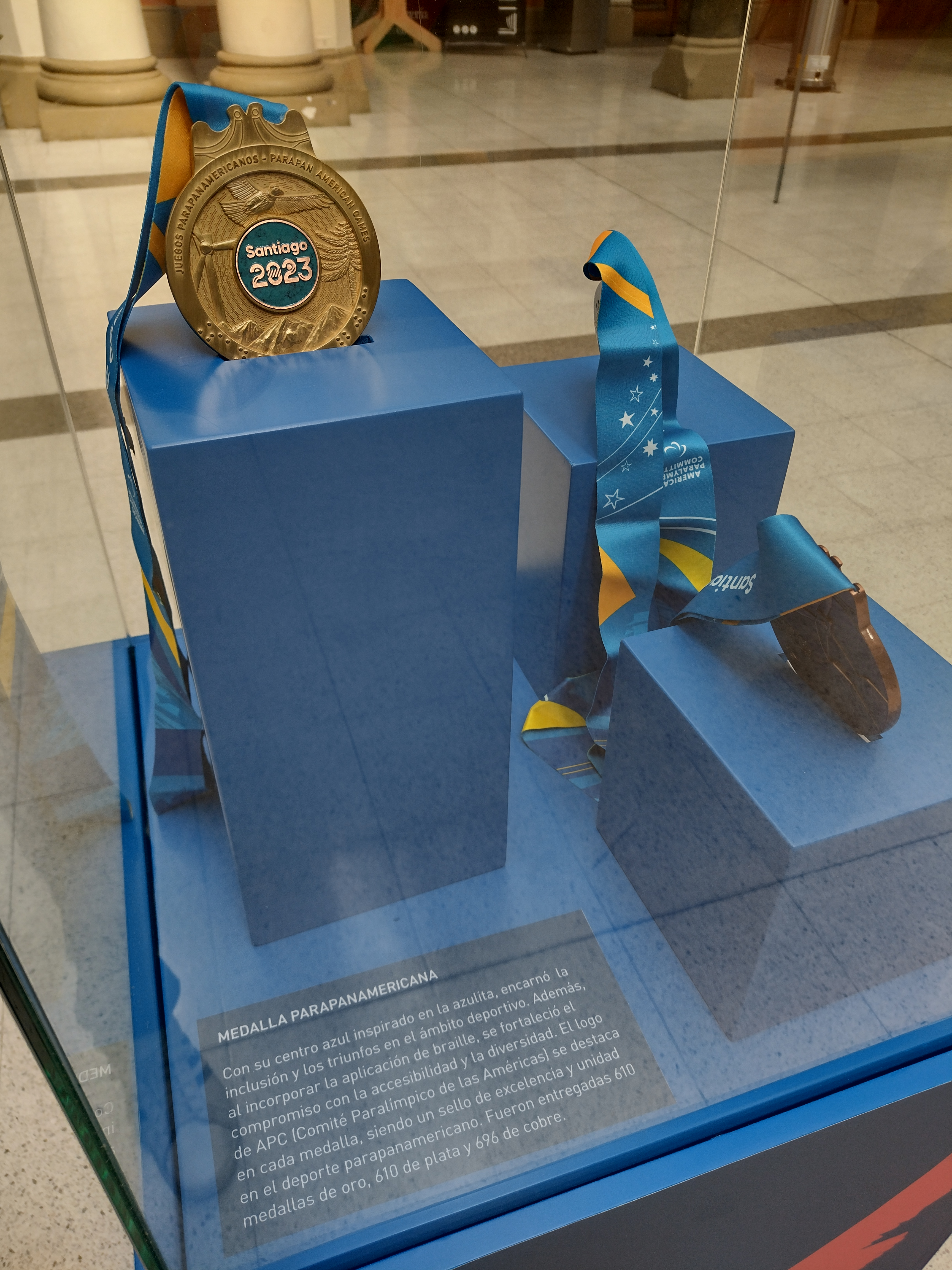
Medallas de los Juegos Parapanamericanos de 2023.

El 17 de agosto de 2023 fueron presentadas en la Minera Centinela, en las cercanías de Calama, las medallas de los Juegos Parapanamericanos, confeccionadas en base a cobre extraído por la empresa Antofagasta Minerals. Cada medalla fue hecha de manera artesanal mediante procesos de pátina u oxidación, de modo que cada una es una pieza única.
El centro de las medallas y el cinto es de color azul, inspirado en la azurita, color obtenido con la oxidación del cobre, y están coronadas por una trapelacucha, símbolo de la orfebrería mapuche. El anverso presenta elementos típicos de Chile, como el cóndor, las araucarias, la cordillera de los Andes y un generador eólico, mientras que el reverso contiene diseños realizados por Pedro Urzúa. El diámetro de cada presea es de 10 centímetros, con 8 milímetros de espesor, mientras que su peso ronda entre los 270 y 280 gramos.

### Música oficial

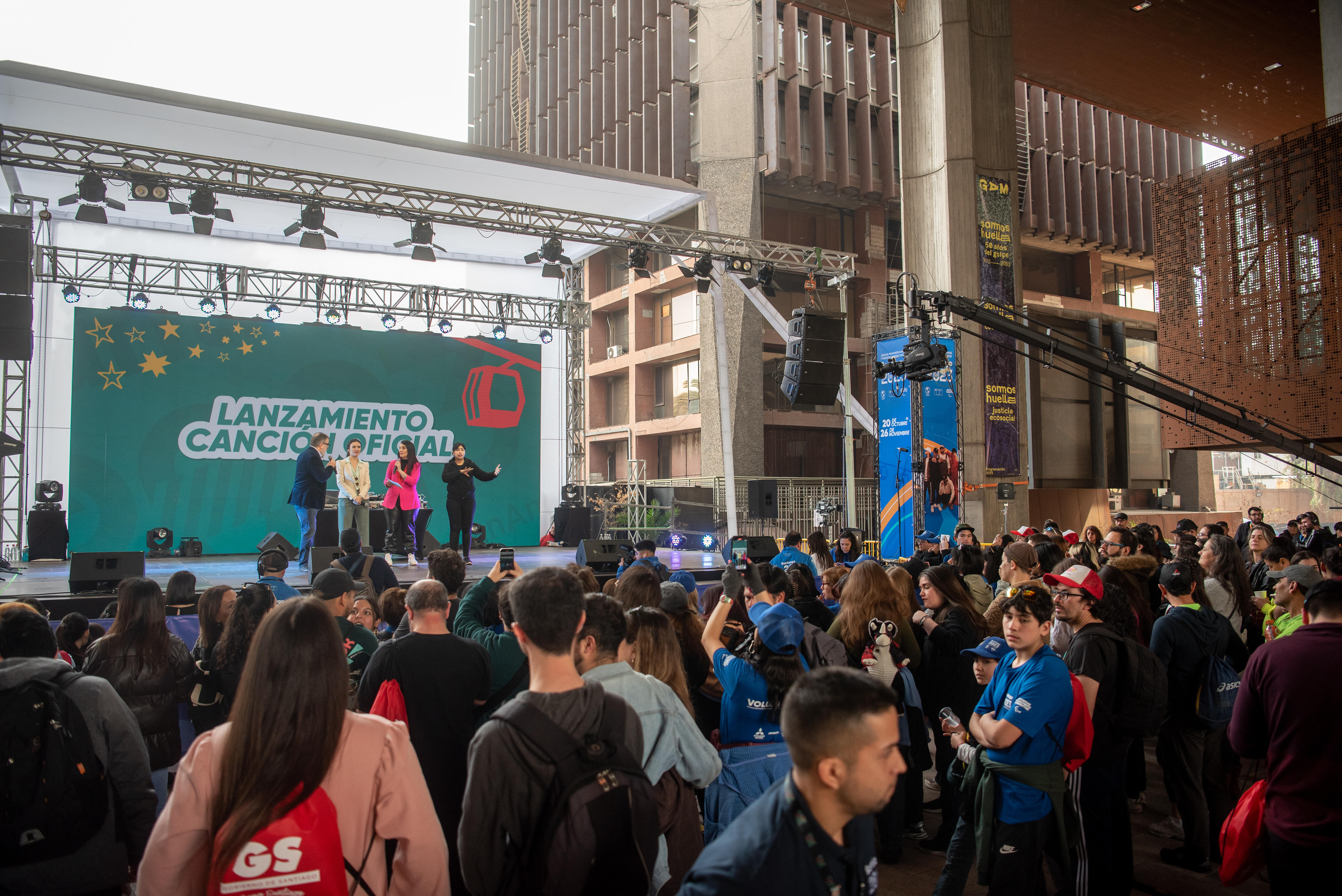
Acto de lanzamiento de la canción oficial (30 de julio de 2023).

La canción oficial de los juegos, «A la cima», fue presentada el 30 de julio en el Centro Cultural Gabriela Mistral; en dicha ocasión se presentó también a los artistas encargados de componer y grabar dicha pieza musical, que estuvo a cargo de DJ Bitman e interpretada por Ana Tijoux y Movimiento Original. El 22 de septiembre se anunció que la música que acompañará las ceremonias de premiaciones fue compuesta por C-Funk.
El 10 de noviembre fue presentado un remix de «A la cima» para su uso durante los Juegos Parapanamericanos; en la nueva versión se incorporó la cantante Kya como intérprete.

### Pictogramas
El 23 de septiembre de 2022 fueron presentados oficialmente los pictogramas de las 18 disciplinas deportivas que se realizarán en los Juegos Parapanamericanos, El diseño se encuentra inspirado en la Cordillera de los Andes.

### Sellos postales

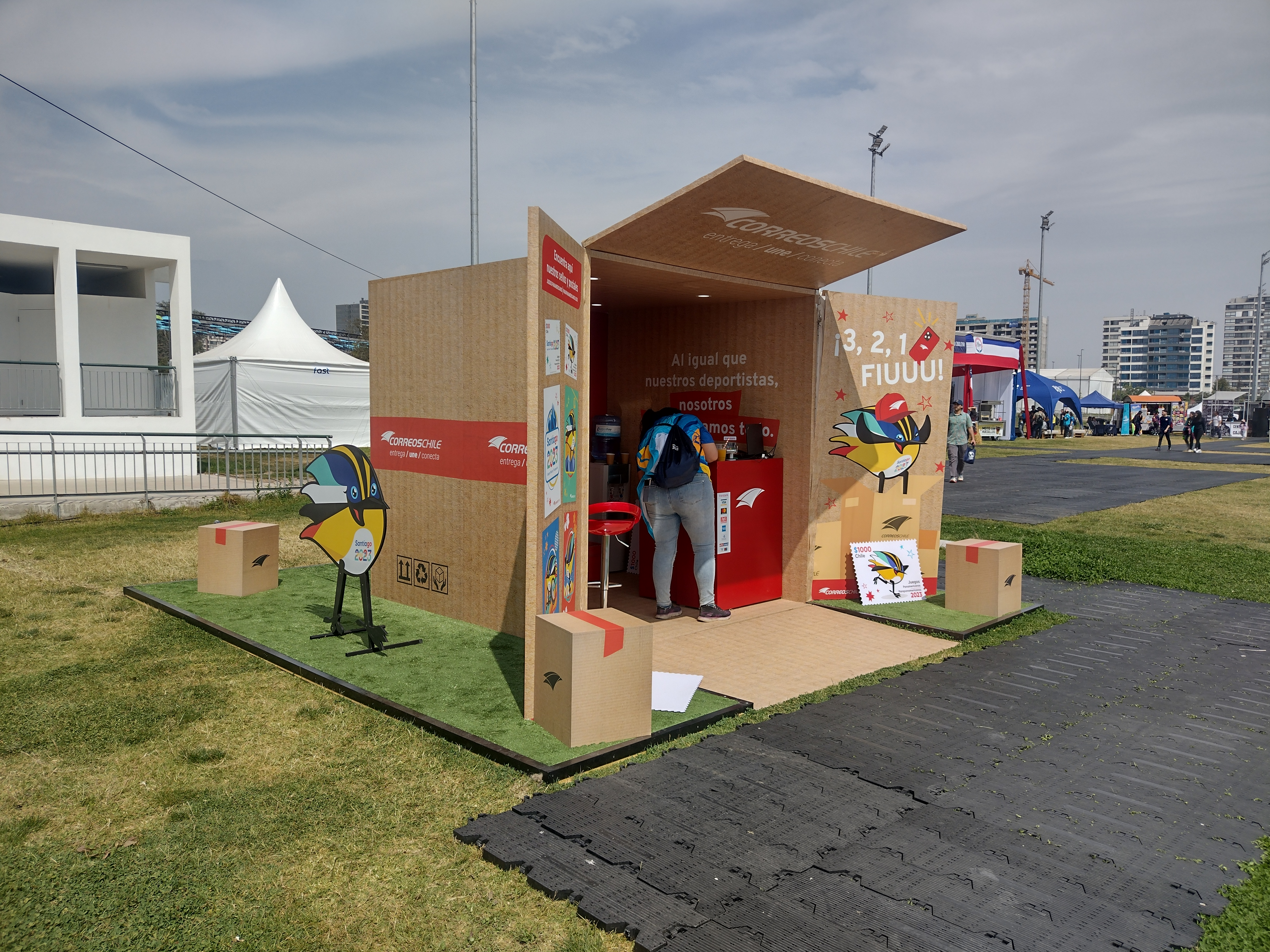
Sucursal de CorreosChile en el Parque Deportivo Estadio Nacional.

El 4 de octubre de 2023 fueron presentados en el Correo Central de Santiago los dos sellos postales conmemorativos de los Juegos Panamericanos y Parapanamericanos, emitidos por CorreosChile y que presentan el logotipo de los juegos y a Fiu, la mascota del evento; cada sello posee un valor de 1000 pesos. También fueron presentadas oficialmente 4 tarjetas postales con diseños de los juegos.

## Sedes e instalaciones deportivas
El 14 de junio de 2022 fueron anunciados oficialmente los recintos que albergarán las disciplinas de los Juegos Parapanamericanos de 2023, que son las siguientes:
| Recinto                                   | Recinto                                                           | Disciplinas                     |
| ----------------------------------------- | ----------------------------------------------------------------- | ------------------------------- |
| Parque Deportivo Estadio Nacional         |                                                                   |                                 |
|                                           | Centro de Entrenamiento y Competencias de Deportes Acuáticos      | Paranatación                    |
|                                           | Centro Atlético Mario Recordón                                    | Paraatletismo                   |
|                                           | Centro de Entrenamiento y Competencias de los Deportes Colectivos | Rugby en silla de ruedas        |
|                                           | Polideportivo 1                                                   | Baloncesto en silla de ruedas   |
|                                           | Centro de Entrenamiento Paralímpico                               | Fútbol para ciegos Golbol       |
|                                           | Centro de Entrenamiento de los Deportes de Contacto               | Judo Taekwondo                  |
|                                           | Centro Deportivo de Tenis y de las Raquetas                       | Tenis en silla de ruedas        |
| Parque Peñalolén                          |                                                                   |                                 |
|                                           | Velódromo                                                         | Paraciclismo pista              |
|                                           | Centro de Tiro con Arco                                           | Paratiro con arco               |
| Otros recintos en la Región Metropolitana |                                                                   |                                 |
|                                           | Calles de Isla de Maipo                                           | Paraciclismo ruta               |
|                                           | Polígono de Tiro Lo Aguirre (Pudahuel)                            | Tiro paradeportivo              |
|                                           | Centro de Entrenamiento Olímpico (Ñuñoa)                          | ParaBádminton Paratenis de mesa |
|                                           | Centro Deportivo Comunitario de Lo Espejo                         | Boccia                          |
|                                           | Estadio Bicentenario de La Florida                                | Fútbol PC                       |
|                                           | Gimnasio Chimkowe (Peñalolén)                                     | Parapowerlifting                |

## Naciones participantes
31 naciones participarán en el evento.
- Argentina  (ARG)
- Aruba  (ARU)
- Barbados  (BAR)
- Bermudas  (BER)
- Brasil  (BRA)
- Canadá  (CAN)
- Chile  (CHI)
- Colombia  (COL)
- Costa Rica  (CRC)
- Cuba  (CUB)
- Ecuador  (ECU)
- El Salvador  (ESA)
- Estados Unidos  (USA)
- Granada  (GRN)
- Guatemala  (GUA)
- Guyana  (GUY)
- Haití  (HAI)
- Honduras  (HON)
- Islas Vírgenes de los Estados Unidos  (ISV)
- Jamaica  (JAM)
- México  (MEX)
- Nicaragua  (NCA)
- Panamá  (PAN)
- Paraguay  (PAR)
- Perú  (PER)
- Puerto Rico  (PUR)
- República Dominicana  (DOM)
- San Vicente y las Granadinas  (VIN)
- Trinidad y Tobago  (TTO)
- Uruguay  (URU)
- Venezuela  (VEN)

## Deportes
En los Juegos Parapanamericanos de 2023 se disputarán 17 deportes paralímpicos. Se volverá a disputar el tiro con arco adaptado, que fue excluido de Lima 2019; sin embargo, el voleibol adaptado no será incluido en la edición de Santiago 2023.
- Baloncesto en silla de ruedas (detalles)
- Boccia (detalles)
- Fútbol para ciegos (detalles)
- Fútbol PC (detalles)
- Golbol (detalles)
- Judo (detalles)
- Para atletismo (detalles)
- Para bádminton (detalles)
- Paraciclismo (detalles)
  -  Ciclismo de pista
  -  Ciclismo de ruta
- Para natación (detalles)
- Para powerlifting (detalles)
- Para taekwondo (detalles)
- Para tenis de mesa (detalles)
- Rugby en silla de ruedas (detalles)
- Tenis en silla de ruedas (detalles)
- Tiro con arco adaptado (detalles)
- Tiro deportivo adaptado (detalles)

### Calendario
| CI | Ceremonia inaugural | ● | Competiciones | 1 | Eventos finales | CC | Ceremonia de clausura |

| Ceremonias (inauguración/clausura) | Ceremonias (inauguración/clausura) |        | CI     |        |        |        |        |        |        |        |        | CC     |         |
| Baloncesto en silla de ruedas      | Baloncesto en silla de ruedas      |        |        | ●      | ●      | ●      | ●      | ●      | ●      | 1      | 1      |        | 2       |
| Boccia                             | Boccia                             |        |        |        | ●      | ●      | ●      | 8      |        | ●      | 3      |        | 11      |
| Futbol para ciegos                 | Futbol para ciegos                 |        |        | ●      | ●      | ●      |        | ●      | ●      |        | 1      |        | 1       |
| Futbol PC                          | Futbol PC                          |        |        | ●      | ●      | ●      |        | ●      | ●      |        | 1      |        | 1       |
| Golbol                             | Golbol                             |        |        | ●      | ●      | ●      | ●      | ●      | ●      | 2      |        |        | 2       |
| Judo                               | Judo                               |        |        |        | 4      | 4      |        |        |        |        |        |        | 8       |
| Para atletismo                     | Para atletismo                     |        |        |        |        |        | 20     | 27     | 22     | 22     | 25     |        | 116     |
| Para Bádminton                     | Para Bádminton                     |        |        |        |        |        |        | ●      | ●      | ●      | ●      | 16     | 16      |
| Paraciclismo                       | Pista                              |        |        |        |        |        |        |        | 5      | 5      |        |        | 10      |
| Paraciclismo                       | Ruta                               |        |        |        | 7      |        |        |        |        |        |        | 9      | 16      |
| Para Natación                      | Para Natación                      |        |        | 19     | 15     | 17     | 14     | 22     | 15     | 18     |        |        | 120     |
| Para powerlifting                  | Para powerlifting                  |        |        | 6      | 5      | 5      | 1      |        |        |        |        |        | 17      |
| Para taekwondo                     | Para taekwondo                     |        |        |        |        |        |        |        | 3      | 4      | 3      |        | 10      |
| Para tenis de mesa                 | Para tenis de mesa                 | ●      | ●      | 16     | ●      | 10     |        |        |        |        |        |        | 26      |
| Para tiro con arco                 | Para tiro con arco                 |        |        |        | ●      | ●      | 2      | 6      |        |        |        |        | 8       |
| Rugby en silla de ruedas           | Rugby en silla de ruedas           |        |        | ●      | ●      | ●      | ●      | ●      | 1      |        |        |        | 1       |
| Tenis en silla de ruedas           | Tenis en silla de ruedas           |        |        |        | ●      | ●      | ●      | ●      | 1      | 4      | 1      |        | 6       |
| Tiro deportivo adaptado            | Tiro deportivo adaptado            |        |        | 2      | 2      | 3      | 2      |        |        |        |        |        | 9       |
| Total de eventos                   | Total de eventos                   |        |        | 43     | 33     | 39     | 39     | 63     | 47     | 56     | 35     | 25     | 380     |
| Total acumulativo                  | Total acumulativo                  |        |        | 43     | 76     | 115    | 154    | 217    | 264    | 320    | 355    | 380    | —       |
| Noviembre                          | Noviembre                          | 16 Jue | 17 Vie | 18 Sáb | 19 Dom | 20 Lun | 21 Mar | 22 Mié | 23 Jue | 24 Vie | 25 Sáb | 26 Dom | Eventos |
| Fuente: Santiago 2023.             |                                    |        |        |        |        |        |        |        |        |        |        |        |         |

## Voluntarios
11.200 voluntarios trabajaron en Santiago 2023. El 54 % fueron mujeres (igualdad de género) El 1,6 % tiene alguna discapacidad (espíritu inclusivo).Se denota que 15 % de extranjeros no residentes que viajaron desde países como Perú, Argentina y Brasil y que 23 % de los voluntarios fueron adultos mayores.

## Medallero

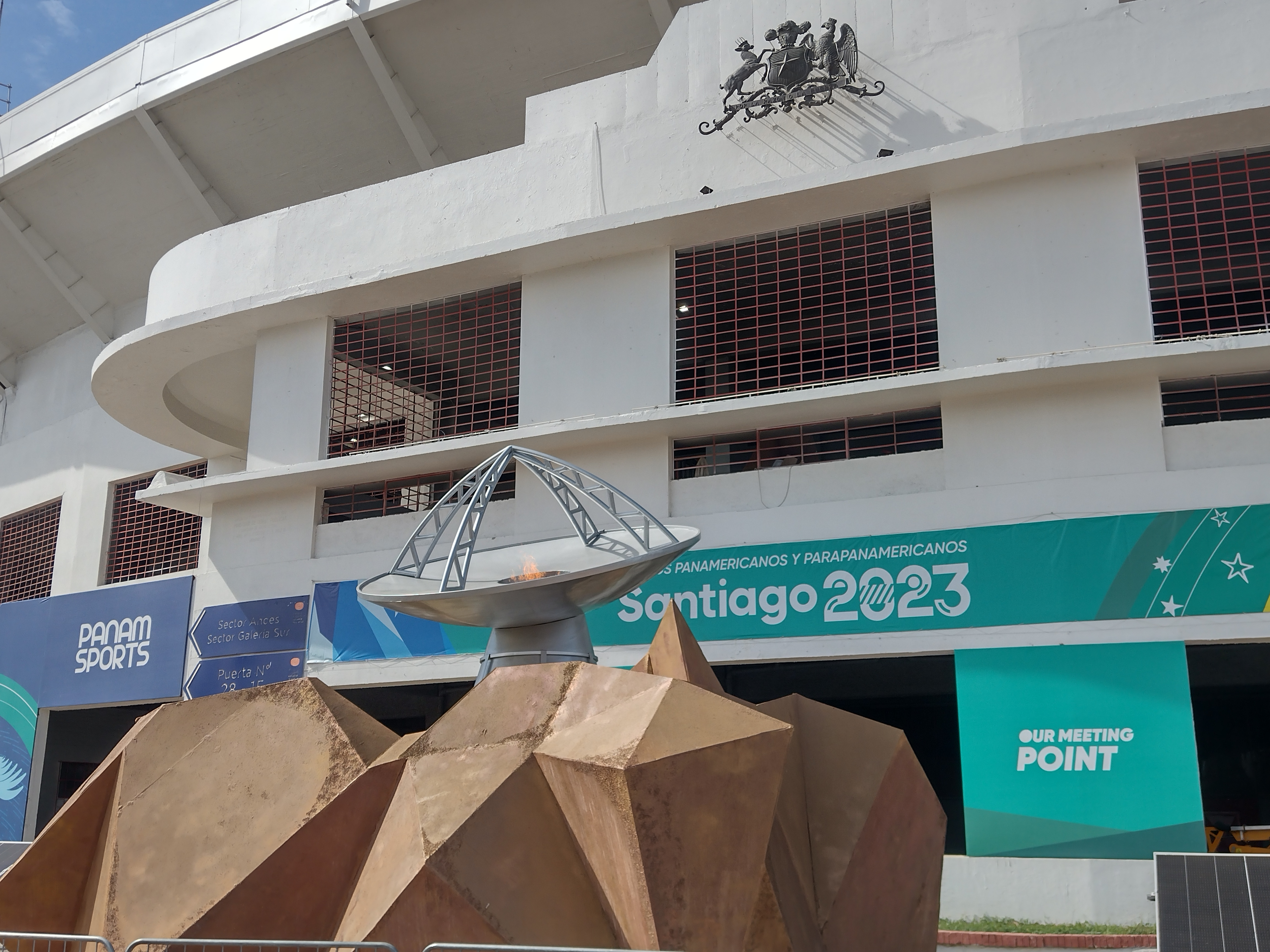
Pebetero de los Juegos Parapanamericanos en el Parque Deportivo Estadio Nacional.

Las medallas aparecen agrupadas por los Comités Olímpicos Nacionales participantes y se ordenan de forma decreciente contando las medallas de oro obtenidas; en caso de empate, se ordena de igual forma tienen la misma cantidad de medallas de oro, plata y bronce, se listan en la misma posición y se ordenan alfabéticamente.
     País organizador
     Primera medalla de oro
| Núm. | País                       | Oro | Plata | Bronce | Total |
| ---- | -------------------------- | --- | ----- | ------ | ----- |
| 1    | Brasil (BRA)               | 158 | 98    | 89     | 343   |
| 2    | Estados Unidos (USA)       | 55  | 58    | 53     | 166   |
| 3    | Colombia (COL)             | 50  | 58    | 53     | 161   |
| 4    | México (MEX)               | 29  | 46    | 50     | 125   |
| 5    | Argentina (ARG)            | 25  | 36    | 52     | 113   |
| 6    | Chile (CHI)                | 16  | 20    | 15     | 51    |
| 7    | Cuba (CUB)                 | 12  | 8     | 15     | 35    |
| 8    | Canadá (CAN)               | 9   | 15    | 28     | 52    |
| 9    | Ecuador (ECU)              | 7   | 7     | 5      | 19    |
| 10   | Venezuela (VEN)            | 6   | 12    | 16     | 34    |
| 11   | Perú (PER)                 | 6   | 9     | 19     | 34    |
| 12   | Costa Rica (CRC)           | 4   | 5     | 3      | 12    |
| 13   | Bermudas (BER)             | 1   | 1     | 0      | 2     |
| 13   | El Salvador (ESA)          | 1   | 1     | 0      | 2     |
| 15   | Trinidad y Tobago (TTO)    | 1   | 0     | 0      | 1     |
| 16   | República Dominicana (DOM) | 0   | 3     | 5      | 8     |
| 17   | Uruguay (URU)              | 0   | 1     | 1      | 2     |
| 18   | Panamá (PAN)               | 0   | 1     | 0      | 1     |
| 19   | Aruba (ARU)                | 0   | 0     | 1      | 1     |
| 19   | Guatemala (GUA)            | 0   | 0     | 1      | 1     |
| 19   | Puerto Rico (PUR)          | 0   | 0     | 1      | 1     |
|      | Total absoluto             | 380 | 379   | 407    | 1164  |

Fuentes: Santiago 2023, Olympics

## Transmisiones televisivas
- Chile – Canal 13, TVN, UChile TV, TNT Sports y Chilevisión.[45][46][47][48]
- Brasil – SporTV[49]
- México – Canal Once[50]